# Gerhard Troost
Gerhard Troost (* 18. November 1906 in Trier; † 3. Mai 1999 in Geisenheim) war ein deutscher Wissenschaftler auf dem Gebiet der Kellerwirtschaft und des Weinbaus an der Forschungsanstalt Geisenheim. Er war der Autor von mehreren wissenschaftlichen Büchern, die heute noch für diese Gebiete als Standardwerke gelten.

## Familie und Jugend
Gerhard Troost wuchs in Trier in einer vom Weinbau geprägten Familie auf, zu der auch der Kellereidirektor Wilhelm Troost gehörte. Sein Vater war Kellermeister auf der Charlottenau in Trier, die Familie seiner Mutter hatte ein Weingut bei Würzburg. Gerhard Troost verließ die Schule bereits 1921 mit Abschluss der Obertertia und begann eine praktische Ausbildung in Weinbaubetrieben an der Ahr und an der Mosel. In Trier besuchte er zusätzlich die Weinbauschule.

## Studium und erste Tätigkeiten in Geisenheim
1929 begann Gerhard Troost sein Studium an der Lehr- und Forschungsanstalt in Geisenheim. Nachdem er das damals noch viersemestrigen Weinbau-Studium mit der Abschlussprüfung zum staatlich geprüften Weinbautechniker beendet hatte, absolvierte er noch ein fünftes „pädagogisches“ Semester. Ab dem 1. Juni 1931 war er Mitarbeiter bei der wissenschaftlichen Abteilung der Rebenveredlung, die damals unter der Leitung von Karl Kroemer stand.
Von 1934 an war er technischer Assistent am Botanischen Institut der Lehr- und Forschungsanstalt Geisenheim. Er war dort in den Arbeitsgebieten Ampelographie, Rebenveredlung und gärungsphysiologischer Arbeiten tätig. Auch in der Mikroskopie und der botanischen Lehre war Troost zu finden.

## Tätigkeiten in der Kellerwirtschaft und als Autor
1935 legte Troost seine zweite staatliche Fachprüfung als Diplom-Weinbauinspektor ab und wechselte 1937, nun als Hilfslehrer für Kellerwirtschaft, das Institut. Am Institut für Weinbau und Kellerwirtschaft übernahm er dann ab dem 1. Juli 1939 als Weinbauoberlehrer die Lehre im Bereich Kellerwirtschaft. Gerhard Troost arbeitete in diesem Lehr- und Forschungsgebiet bis zu seiner Pensionierung 1973.
Nach der Unterbrechung seiner Lehr- und Forschungstätigkeit durch den Zweiten Weltkrieg konnte er bereits 1945 seine Arbeit wieder aufnehmen. Ein großer beruflicher Erfolg neben seiner Tätigkeit als international renommierter Fachautor war die 1962 erfolgte Loslösung der Abteilung Kellerwirtschaft aus dem bis dahin gemeinsamen Institut für Weinbau und Kellerwirtschaft und der Aufbau eines eigenen Institutes für Kellerwirtschaft. Weitere Stationen seines beruflichen Lebens in Geisenheim waren die 1963 erfolgte Ernennung zum Studienrat, 1966 zum Oberstudienrat und 1973 zum Professor der Fachhochschule Wiesbaden.
Gerhard Troost prägte nachhaltig das Forschungs- und Lehrgebiet Kellerwirtschaft an der Forschungsanstalt Geisenheim. Auch der Praxis war er sehr verbunden – auf seine Initiative geht die in Geisenheim stattfindende Betriebsleitertagung Kellerwirtschaft zurück, die auch heute noch nach wie vor auf großes Interesse der Praktiker stößt. Als Fachautor schrieb er das Standardwerk der Kellerwirtschaft Die Technologie des Weines. Dieses Buch erschien erstmals 1953 und liegt mittlerweile in der sechsten überarbeiteten Auflage (erschienen 1988) vor. Fast ebenso bekannt ist ein anderes Standardwerk, das 1980 erstmals erschienene Buch Sekt, Schaumwein, Perlwein Dazu kommen noch über 200 Veröffentlichungen zu Fachthemen aller Art, die Troost während seiner wissenschaftlichen Laufbahn und seiner Pensionierung schrieb.

## Auszeichnungen
Für seine Verdienste um Weinbau und Kellerwirtschaft wurde Gerhard Troost vielfach ausgezeichnet. Neben dem Bundesverdienstkreuz am Bande ehrte ihn die Deutsche Landwirtschafts-Gesellschaft mit der Basserman-Jordan-Medaille der DLG und die Stadt Geisenheim mit ihrem Ehrenteller. Seit 1987 war er zudem Ehrenmitglied der Gesellschaft für Geschichte des Weines (GGW). Für sein Buch „Sekt, Schaum- und Perlwein“ wurde er 1997 von der Internationalen Organisation für Rebe und Wein (Office International de la Vigne et du Vin, OIV) mit dem „Prix en Oenologie pour le vivre“ ausgezeichnet.